# Grahame Clark
John Grahame Douglas Clark, född 28 juli 1907, död 12 september 1995, brittisk arkeolog.

## Funktionalism
Clark stod för att alternativt och på många sätt kompletterande funktionalistiskt förhållningssätt inom arkeologin. Genom att han utbildade många forskarstudernade i Cambridge har hans synsätt fått stort inflytande i många delar at världen. Trots att han under större delen av sin karriär hade ett materialistiskt synsätt kritiserade han konsekvent Gordon Childes försök att inför marxistiska begrepp i arkeologin. Han försökte också få fram nya metoder i fältarbetet för att komplettera sina teoretiska innovationer.

### Influenser
Clark studerade vid universitetet i Cambridge, där han blev universitetslektor 1935. Hans doktorsavhandling var en konventionell typologisk studie av mesolitiskt material från Storbritannien jämfört med mesolitiska fynd från kontinenten. Men under hans första år i Cambrigde fanns det tre olika inflytanden som förde honom mot ett funktionalistiskt synsätt på de förhistoriska kulturerna. Det första var hans stigande intresse för de nordiska arkeologernas sätt att studera förhistoriska kulturer med hänsyn tagen till naturförhållanden. Detta intresse främjades av de stora likheterna mellan de mesolitiska fynden i England och maglemosekulturen i Danmark och den slutliga insikten att den sistnömnda kulturen hade funnits i sumpmarker som sträckte sig över vad som nu är Nordsjöns botten innan den täcktes av det stigande havet. Han hade också ett nära samarbete med Harry Godwin, den biolog som hade introducerat pollenanalysen i Storbritannien. För det andra tog han intryck av socialantropologer som Bronislaw Malinowski och Radcliffe-Brown. Och för det tredje regerade han ivrigt på A. M. Tallgrens maning att arkeologerna borde sluta upp med att betrakta artefakter som mer verkliga och levande än de samhällen som hade skapat dem och de människor vilkas behov hade fått dem att bli till.

### Betydelse
Clark gav impulsen till viktiga framsteg inom den brittiska arkeologin. I Archaeology and Society (1939) förkunnade Clark att arkeologernas yttesta mål borde vara att tolka sina rön i samhällshistoriska termer. Arkeologerna borde inrikta sig på att rekonstruera de förhistoriska människornas ekonomiska, sociala och politiska organisation, liksom också deras tros- och värdesystem, och att försöka komma underfund med hur dessa olika kulturaspekter förhöll sig till varandra som beståndsdelar i ett fungerande system. Det är en bok om arkeologins teori som fortfarande utgör en milstolpe.